# Premio Nacional de Literatura del Perú
El Premio Nacional de Literatura es un reconocimiento creado por el Ministerio de Cultura de Perú que otorga el Estado peruano a las mejores obras literarias recientemente publicadas, con lo cual estimula la creación literaria y la producción editorial. Este premio fue institucionalizado mediante Resolución Ministerial N° 0126-2017-MC, publicada el 17 de abril de 2017.

## Categorías
Se otorga en seis categorías, que se convocan alternativamente en Poesía, Cuento y Literatura infantil y juvenil; y en Novela, Literatura en lenguas originarias y No ficción, que se otorgarán en cada categoría a los libros publicados los dos años anteriores a cada convocatoria, debiendo ser postuladas dichas obras por sus respectivas editoriales.

## Premiados

### Poesía
- 2017: Miguel Ildefonso Huanca[3]
- 2019: Antonio Cillóniz[4]
- 2021: Lizardo Cruzado[5]
- 2023: Ana Varela Tafur[6]

### Cuento
- 2017: Susanne Noltenius[3]
- 2019: Selenco Vega Jácome[4]
- 2021: Richard Parra[5]
- 2023: Katya Adaui[6]

### Literatura infantil y juvenil
- 2017: Yero Chuquicaña[3]
- 2019: Sheila Alvarado[4]
- 2021: Javier Mariscal Crevoisier[5]
- 2023: Juan Ataucuri García y Víctor Ataucuri García[6]

### Novela
- 2018: Marco García Falcón[7]
- 2020: María Teresa Ruiz Rosas[8]
- 2022: El año del viento de Karina Pacheco Medrano[9]
- 2024: Rafael Dumett[10]

### Literatura en lenguas originarias
- 2018: Pablo Landeo Muñoz[7]
- 2020: Washington Córdova Huamán[8]
- 2022: Sanchiu de Dina Ananco Ahuananchi
- 2024: Carlos Huamán López[10]

### No ficción
- 2018: José Carlos Agüero[7]
- 2020: Victoria Guerrero Peirano[8]
- 2022: Días contados de Luis Jochamowitz Garibaldi y Rafaella León Almenara[9]
- 2024: Mariano Vargas Vilca[10]